# Jarkko Oikarinen
Jarkko Oikarinen (Kuusamo, Finlàndia, 16 d'agost de 1967) és l'inventor de la primera xarxa de xat a Internet, la Internet Relay Chat, o IRC, que creà el 1988, i on és conegut com a WiZ.
Mentre treballava a la Universitat d'Oulu, l'agost de 1988, va escriure el primer servidor i client d'IRC, que va crear per substituir el MUT (MultiUser Talk) al BBS finlandès OuluBox. Oikarinen va inspirar-se en el Bitnet Relay Chat, que operava a la xarxa BITNET. Va continuar desenvolupant l'IRC quatre anys més, amb l'ajuda de Darren Reed.
El 1997 va rebre el premi Dvorak Award pel desenvolupament de l'IRC. El 2005 va ser distingit amb l'Special Recognition Award per la fundació Millennium Technology Prize.
Actualment treballa a Google Suècia, en el projecte Google Hangouts.